# 楊永明
楊 永明（よう えいみん、1964年7月13日 - ）は、台湾の国際政治学者。国立台湾大学教授。バージニア大学博士（国際関係）。

## 経歴
専門は国際法、安全保障、日本研究。馬英九総統の外交政策、対日戦略のブレーンである。2008年5月、一時、許世楷駐日代表の後継に内定したと伝えられたが、結局、中華民国総統府国家安全会議諮問委員に就いた。2011年5月、行政院新聞局長に就任。
東京大学客員教授なども務め、日本語の著書（共著）もある。

## 言論活動
1997年末、台湾問題に関するタイムリーな情報を集積・発信する英文ウェブサイト「Taiwan Security Research」（TSR）を開設し、今日まで運営している。党派的に偏らずバランスよく情報提供し、信頼醸成装置（confidence-building measure）としての役割を果たすことを主眼としており、2000年には、世界的に権威のある外交専門誌フォーリン・アフェアーズ誌から「中台安全保障問題に関する素晴らしい情報源（an excellent source for news and information on Taiwanese and Chinese security issues）」との評価を受けるまでになった。
2008年6月、台湾問題の研究・啓蒙活動を理由に、世界平和研究所より第4回中曽根康弘賞（奨励賞）を受賞。
2008年9月、日本李登輝友の会の招きで、東京で講演。この中で「馬総統は、日本が台湾と民主主義の価値観を共有するパートナーであると認識しており、馬総統は『友日派』、『知日派』になりたいと強調して、日本の精神、文化、日本人の考え方等を理解しようとしている」と説明している。
2009年5月、日本政府の在台湾窓口機関「交流協会」の斎藤正樹代表（大使に相当）が「台湾の地位は未確定」という趣旨の発言をした際は、これに抗議を行った。楊は、「厳重な抗議を行った台湾外交部の処理は適切だった。日台交流に貢献した齋藤大使には感謝しているが、『台湾の地位未定論』は齋藤氏個人の言論であり、日本政府の立場とは異なる」と述べている。
2011年には、産経新聞（2011年6月3日付）への寄稿の中で、中華人民共和国との和解と関係改善が台湾の外交関係全般の改善にもつながるとの見解を表明した。

## 著書

### 共著
- 川島真; 松田康博; 楊永明; 清水麗 (2009). 日台関係史 1945‐2008. 東京大学出版会. ISBN 4130322117